# Pirata indigena
Pirata indigena Wallace & Exline, 1978 è un ragno appartenente alla famiglia Lycosidae.

## Etimologia
Il nome deriva dall'aggettivo latino indigenus, -a, -um, che significa indigeno, che è proprio di quei luoghi.

## Caratteristiche
L'olotipo femminile rinvenuto ha il cefalotorace lungo 1,95mm, e largo 1,67mm.

## Distribuzione
La specie è stata reperita nel Missouri: lungo il fiume Meramec, nella Contea di Crawford:

## Tassonomia
La specie appartiene all'aspirans group nell'ambito del genere Pirata insieme con P. aspirans, P. iviei e P. triens.
Al 2017 non sono note sottospecie e dal 1978 non sono stati esaminati nuovi esemplari.